# Freccia Vallone femminile 2003
La Freccia Vallone femminile 2003, sesta edizione della corsa e valida come quinta prova della Coppa del mondo di ciclismo su strada femminile 2003, si svolse il 23 aprile 2003 su un percorso di 97,5 km, con partenza da Huy e arrivo al Muro di Huy, in Belgio. 
La vittoria fu appannaggio della britannica Nicole Cooke, la quale completò il percorso in 2h40'52", alla media di 36,360 km/h, precedendo la canadese Susan Palmer-Komar e l'australiana Oenone Wood.
Sul traguardo del muro di Huy 108 cicliste, su 184 partite da Huy, portarono a termine la competizione.

## Percorso
L'edizione 2003, contò la presenza di 7 muri: il più lungo fu la Côte de Bohissau, mentre il più duro, fu quello conclusivo di Huy.

### Muri
| Numero | Nome             | Chilometro | Lunghezza (m) | Pendenza media (%) |
| ------ | ---------------- | ---------- | ------------- | ------------------ |
| 1      | Côte de France   | 13,5       | 2500          | 6,1                |
| 2      | Côte de Pailhe   | 32         | 1000          | 5,3                |
| 3      | Côte de Coutisse | 54,5       | 1400          | 6,4                |
| 4      | Côte de Bellaire | 59         | 900           | 7,4                |
| 5      | Côte de Bohissau | 67,5       | 3400          | 7,6                |
| 6      | Côte de Ahin     | 86         | 2400          | 6,4                |
| 7      | Muro di Huy      | 97,5       | 1300          | 9,3                |

## Ordine d'arrivo (Top 10)
| Pos. | Corridore          | Squadra                 | Tempo    |
| ---- | ------------------ | ----------------------- | -------- |
| 1    | Nicole Cooke       | Acca Due O              | 2h40'52" |
| 2    | Susan Palmer-Komar | Sel. Canada             | a 4"     |
| 3    | Oenone Wood        | Sel. Australia          | a 9"     |
| 4    | Edita Pučinskaitė  | SC Michela Fanini       | a 11"    |
| 5    | Olivia Gollan      | Sel. Australia          | s.t.     |
| 6    | Nicole Brändli     | Prato Marathon Bike     | a 21"    |
| 7    | Amber Neben        | Team T-Mobile USA       | s.t.     |
| 8    | Fabiana Luperini   | Team 2002 Aurora RSM    | a 23"    |
| 9    | Mirjam Melchers    | Farm Frites-Hartol      | a 24"    |
| 10   | Trixi Worrack      | Nürnberger Versicherung | s.t.     |